# Gregorio VI di Costantinopoli
Gregorio VI (in greco Γρηγόριος ΣΤ΄?, nato Giorgio Fourtouniadis in greco Γεώργιος Φουρτουνιάδης?; Rumeli Fenere, 1º marzo 1798 – Arnavutköy, 8 giugno 1881) è stato un arcivescovo ortodosso greco, patriarca ecumenico di Costantinopoli per due volte: dal 1835 al 1840 e dal 1867 al 1871.

## Biografia
Giorgio nacque il 1º marzo 1798 nel villaggio di Fanaraki (ora conosciuto come Rumeli Feneri) sul Bosforo da Angelo e Sultana Fourtouniadis. Nel 1815 fu ordinato diacono della metropolia di Durusu, prendendo il nome Gregorio. Il 24 settembre 1824 fu nominato grande arcidiacono del Patriarcato dal patriarca Crisanto. Nel 1825 fu ordinato grande protosincello e il 21 ottobre dello stesso anno fu nominato metropolita della Pelagonia (Bitola ai giorni nostri). Nell'agosto 1833 fu trasferito alla metropolia di Serres. Dopo molte discussioni e insieme al sostegno dei rappresentanti delle corporazioni (esnaf) fu eletto patriarca ecumenico di Costantinopoli il 26 settembre 1835. 
Secondo un contemporaneo, lo storico Manuel Gedeon, Gregorio era caratterizzato da un profondo "zelo per la Chiesa e austerità nei suoi costumi - ma anche da una imperdonabile imperfezione nelle sue idee". Gregorio pubblicò disposizioni canoniche riguardanti i matrimoni, l'educazione dei monaci e le differenze dogmatiche con la Chiesa cattolica e i protestanti, proibì la sepoltura all'interno delle chiese e condannò la traduzione della Bibbia in una forma più semplice della lingua greca. Il 19 dicembre 1839 pubblicò un bollettino patriarcale e sinodale («Περί της νεωστί αναφανείσης αντιχρίστου διδαλίας του Θεοσεβισμού») contro Teofilo Kairis e il suo insegnamento. 
Particolarmente angosciante per il patriarca Gregorio VI fu l'arrivo nel Mediterraneo orientale di missionari e fedeli protestanti dopo la fine delle guerre napoleoniche. Gregorio si sforzò di isolare i fedeli ortodossi dell'impero ottomano, del novello Regno di Grecia e delle Isole Ioniche, sotto il controllo inglese, da influenze religiose eterodosse. Questa azione provocò alla fine degli anni 1830 malumori nei governi degli stati interessati. Nel 1839 queste tensioni arrivarono al culmine quando il patriarca pubblicò un'enciclica in cui condannava le modifiche alle leggi riguardanti la famiglia promulgate dalle autorità coloniali britanniche sulle Isole Ioniche. L'ambasciatore britannico John Ponsonby chiese senza mezzi termini la rimozione di Gregorio e minacciò di lasciare Costantinopoli se la questione non fosse stata risolta. Sotto coercizione, il ministro degli esteri ottomano Mustafa Reşid Pasha accettò la richiesta di Ponsonby. Il ministro insistette nel ritardare il licenziamento fino a quando il governo ottomano non potesse legittimare la propria azione, conducendo un'indagine giudiziaria sul presunto comportamento scorretto di Gregorio VI. 
Gregorio VI fu infine deposto dal sultano Abdülmecid I il 20 febbraio 1840 e scelse di ritirarsi nella sua dimora ad Arnavutköy.
Fu rieletto al soglio patriarcale 27 anni dopo, dopo le dimissioni di Sofronio III il 10 febbraio 1867 e scelse di rinunciare alla carica il 10 giugno 1871. 
Morì l'8 giugno 1881 e fu seppellito nel cortile esterno della Santa Chiesa degli Asomati ad Arnavutköy; nel 1906 le sue ossa furono recuperate.